# オタマトラザメ
オタマトラザメ Cephalurus cephalus はヘラザメ科に属する深海性のサメの一種。底生で、カリフォルニア近海の深度155-937mから得られている。全長24cm程度で、頭部が大きくオタマジャクシのような外見となることが特徴である。鰓も巨大で、溶存酸素の少ない環境に適応していると考えられる。餌は甲殻類や魚類。無胎盤性の胎生で、雌は2個の卵を体内で孵化させる。漁業価値はなく、IUCNは保全状況を軽度懸念としている。

## 分類
1892年、Proceedings of the United States National Museum 14巻において、アメリカの魚類学者Charles Henry Gilbertによって Catulus cephalus の名で記載された。記載はレビジャヒヘド諸島、クラリオン島沖の841mの深度で採集された24cmの成体雄に基づいている。1941年、Henry F. BigelowとWilliam C. Schroederは新属Cephalurusを立てて本種を含めた。パナマ・ペルー・チリ沖から採集される個体は微妙に大きさが異なり、本属には未記載種がもう数種含まれるようである。
形態・分子系統解析の結果から、オタマトラザメ属はミナミトラザメ属・イモリザメ属・ヤモリザメ属・ヘラザメ属とクレードを構成すると考えられている。クレード内での位置づけは不確定であるが、ヤモリザメ属の姉妹群となることが示唆されている。

## 分布
カリフォルニア湾からバハ・カリフォルニア半島の南方。底生で、深度155-937mの下部大陸棚から上部大陸斜面に生息し、個体数は比較的豊富だと報告されている。

## 形態
和名はオタマジャクシのような外見を持つことに由来し、英名"Lolipop catshark"も同様である。非常に大きな頭部を持ち、鰓裂も拡大しているが、その後方の体は細くて円筒形で、尾に向かって細くなってゆく。頭部は縦扁し、丸くて幅広い。長さは全長の1/3に達する。吻は非常に短くて丸い。鼻孔同士の間隔は広く、前鼻弁はある程度発達する。口角の唇褶は、上顎・下顎双方に伸びる。歯列は隙間を開けて並び、各歯には1本の大きな尖頭と1–3対の小尖頭がある。上顎歯は直立するが、下顎歯は少し外側に向けて傾く。舌と口蓋には無数の小さな乳頭突起がある。口内は薄い色の膜で裏打ちされる。眼は楕円形で大きく、その後ろには目立つ噴水孔がある。5対の鰓裂は独特で、前方に向かって強く弧を描く。
体は非常に柔らかく、ほぼゼラチン質である。他のヘラザメ類と異なり、第一背鰭は腹鰭より明確に前方に位置する。第二背鰭は臀鰭と対在し、第一と同様の長さだが高さが少し低い。背鰭・腹鰭・臀鰭の前縁は弧を描き、後縁は直線である。胸鰭は尖り、長さは幅の2倍で、第4鰓裂の直下より起始する。尾鰭は低く、下葉は不明瞭。上葉の先端には浅い欠刻がある。皮膚は弱く、棘状の皮歯に疎らに覆われる。これより短い毛状の皮歯も点在し、背面で密度が高くなる。体色は全体に灰褐色で、背鰭・胸鰭・腹鰭の縁は白くなることがある。眼は光沢のある緑色。成体は通常24cm程度、最大で28cmまで成長する。

## 生態
鰓が大きく鰓弁が拡大していることから、溶存酸素が非常に少ない深海の海盆に適応していることが示唆される。このような水域は高温で、塩分濃度も高い可能性がある。餌は主に甲殻類だが、魚類も食べる。無胎盤型の胎生で、出産は初夏に行われる。雌は左右両方の卵巣が機能し、薄い殻に包まれた卵を各輸卵管に1個ずつ、孵化するまで体内に保持する。出生時は10cm程度で、雄は19cm、雌は24cmで性成熟する。

## 利用
漁業的価値はない。まれに混獲されるが、生息深度が深いため漁獲圧はあまり高くない。IUCNは保全状況について情報不足としている。